# Dirlammen
Dirlammen is een plaats in de Duitse gemeente Lautertal (Vogelsberg), deelstaat Hessen, en telt 450 inwoners.

## Galerij

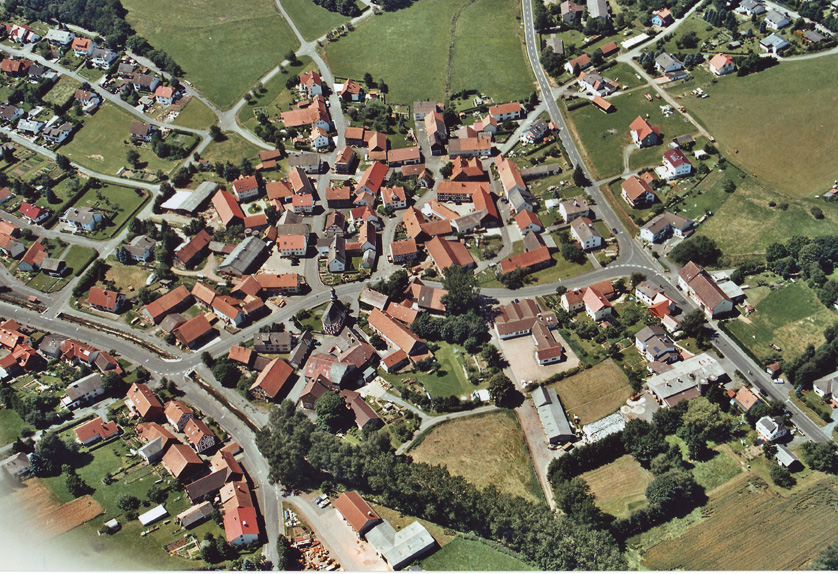
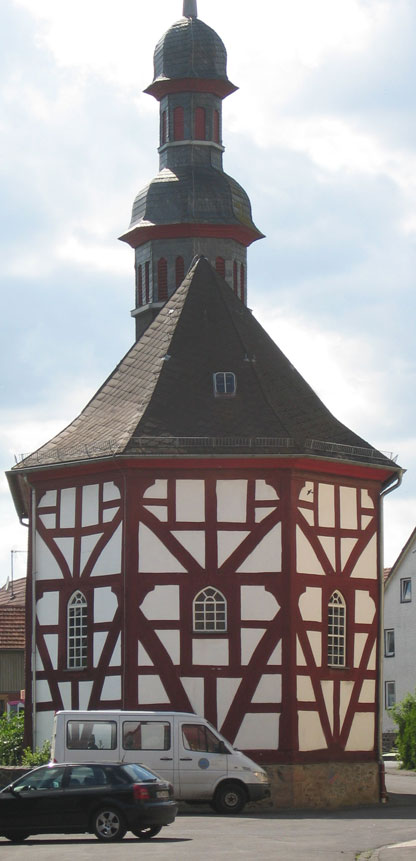
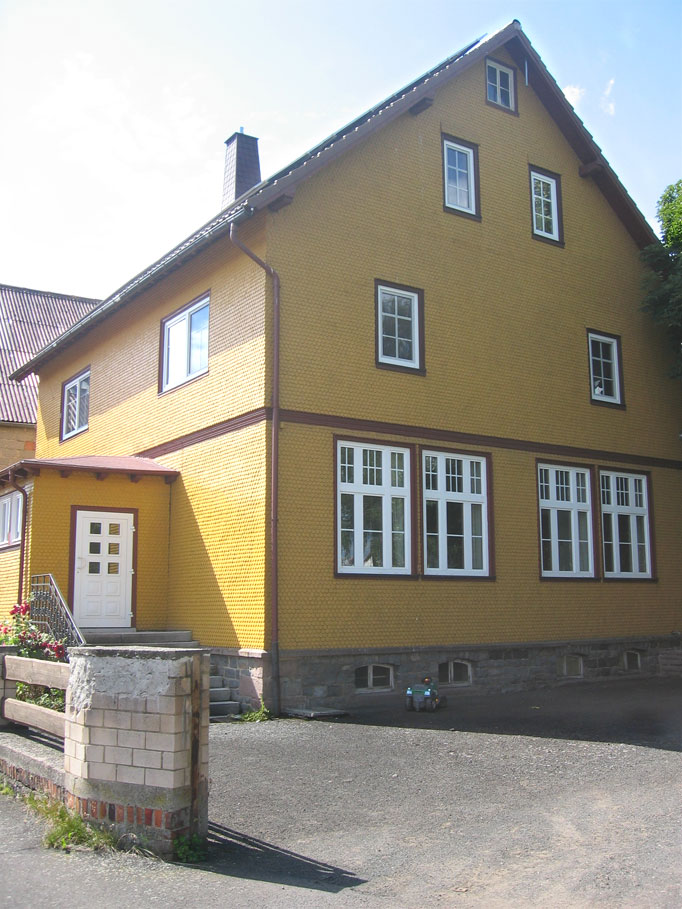
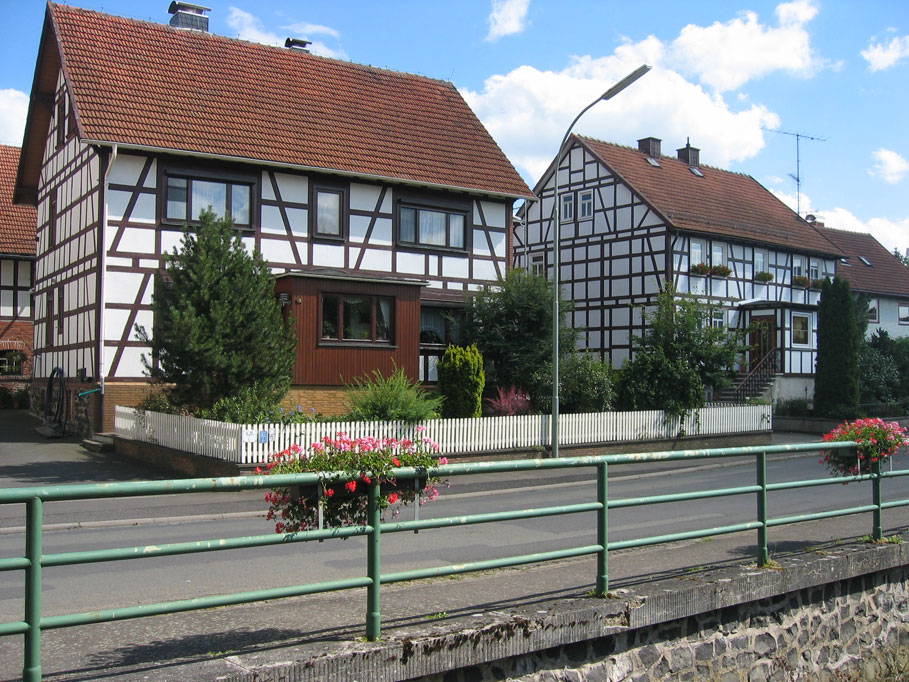
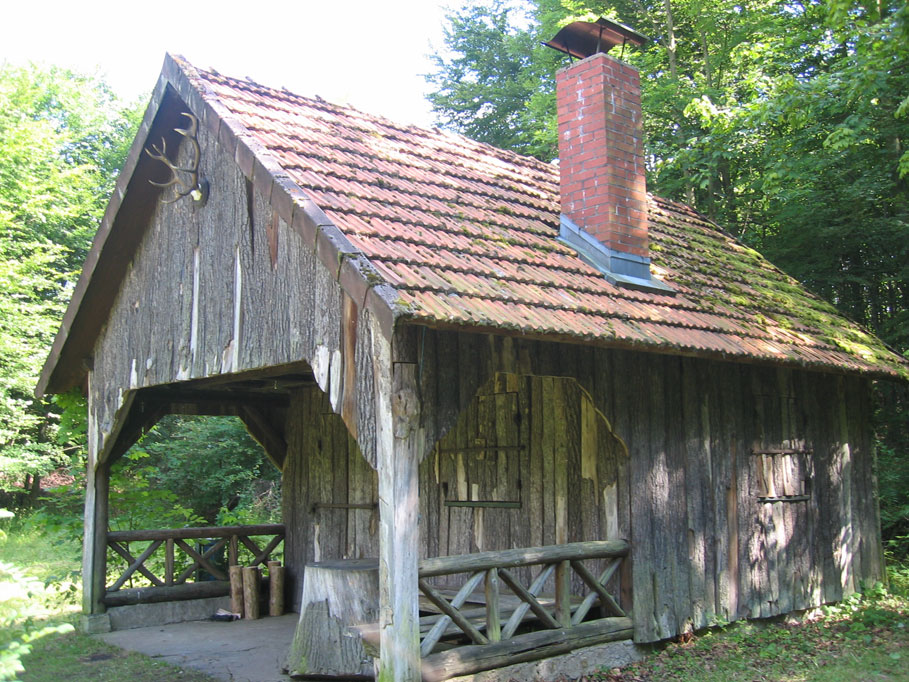